# Don Kirkham
Donald „Don“ Kirkham (* 23. Juli 1887 in Lyndhurst (South Australia); † 30. April 1930 in Saint Arnaud, Victoria (Australien)) war ein australischer Radrennfahrer.

## Sportliche Laufbahn
1910 siegte er im Goulburn–Sydney Classic. 1911 wurde er Zweiter des Rennens hinter William Rennie. Auch das Rennen Scone-Newcastle entschied er für sich. Im Melbourne to Warrnambool Cycling Classic wurde er 1922 Zweiter. 1914 startete er gemeinsam mit seinem Landsmann Ivor Munro in der Tour de France. Er beendete die Tour als 17. des Gesamtklassements. Im Rennen Mailand–Sanremo wurde er Neunter. In Australien bestritt er einige Sechstagerennen. 1913 konnte er in Melbourne mit Robert Spears gewinnen, in Sydney wurde er Zweiter. 1924 beendete er seine Laufbahn, nachdem er einen Unfall mit einem Auto hatte. Er trainierte Hubert Opperman zu Beginn von dessen Laufbahn.